# Eutelsat 16B
Eutelsat 16B (frühere Namen Hot Bird 4, Atlantic Bird 4, Eurobird 16) war die Bezeichnung für einen Fernsehsatelliten der European Telecommunications Satellite Organization (Eutelsat) mit Sitz in Paris. Er wurde 1998 als Hot Bird 4 vom Weltraumbahnhof Kourou mit einer Ariane-4-Rakete gestartet.
Transponder 110 ist ein Skyplex-Transponder (MCPC-Paketzusammenstellung kann über mehrere Uplinks gleichzeitig erfolgen), bei Transponder 111–118 ist der Beam steuerbar.
Hot Bird 4 wurde nach erfolgreicher Inbetriebnahme der neuen Satelliten Hot Bird 7A und Hot Bird 8 im 2. Quartal 2006 auf 7° West verschoben. Eutelsat hatte kurz nach Inbetriebnahme des neuen Hot Bird 7A und vor dem Start von Hot Bird 8 damit begonnen Hot Bird 4 auf 7° West zu verschieben. Der Satellit legte 0,4° West pro Tag zurück. Hot Bird 4 wurde nach erfolgreicher Neupositionierung auf 7 West in Atlantic Bird 4 umbenannt und vom ägyptischen Satellitenbetreiber Egyptian Satellite Co. (Nilesat) zur Verstärkung von Nilesat 102 auf der Position 7° West genutzt.
Nach der Inbetriebnahme von AtlanticBird 4A auf 7° West wurde der Satellit auf 16° Ost verschoben und in Eurobird 16 umbenannt. Am 1. März 2012 hat Eutelsat die Namen seiner Satelliten rund um den Markennamen vereinheitlicht, er heißt seit dem Eutelsat 16B.
Der Satellit wurde im Februar 2015 außer Betrieb genommen.

## Empfang
Der Satellit konnte in Europa, dem Nahen Osten sowie Teilen Afrikas, Asiens und Russlands empfangen werden. Die Übertragung erfolgte im Ku-Band.